# Maciej Oleksowicz

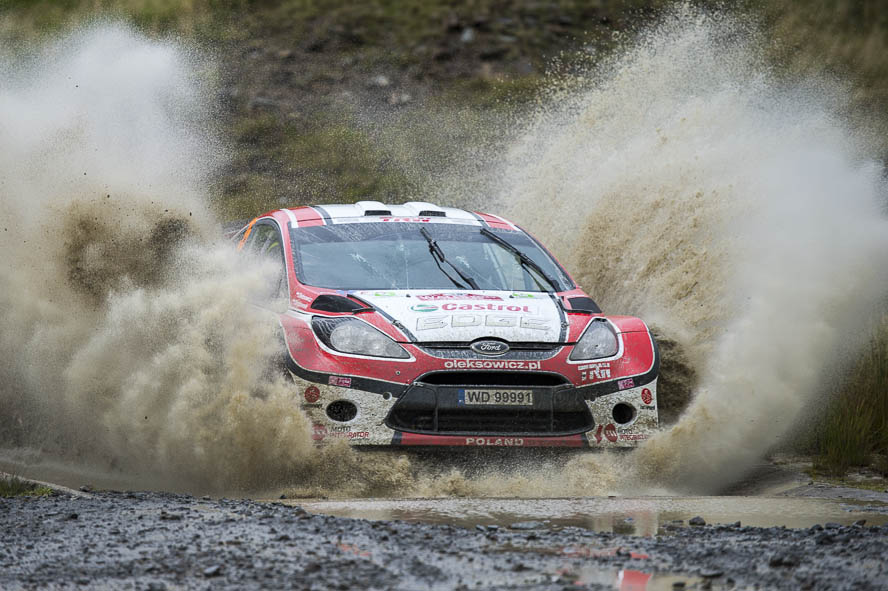
Maciej Oleksowicz au Rallye de Grand-Bretagne 2012

Maciej Oleksowicz (né le 8 juillet 1978 en Pologne) est un pilote de rallye polonais.

## Biographie
Maciej Oleksowicz est un pilote de rallye polonais.
Il commence sa carrière de pilote de rallye en 2001 avec quelques rallyes régionaux polonais.
Il commence le WRC en 2007 dans la catégorie P-WRC avec une Mitsubishi et en 2009 avec une Peugeot 207 S2000 au Rallye de Pologne.
En 2011, il fit le championnat ERC et finit à la 4e place du championnat avec 4 podiums.
L'année suivante il réunit l'argent nécessaire pour le championnat S-WRC et fait tout le championnat avec 2 podiums.
Actuellement il fait quelque rallyes en Pologne dont le Rallye de Pologne en WRC-2 avec une Ford Fiesta R5.

### Victoires en Rallyes
| # | Saison | Rallye                | Pays    | Copilote           | Voiture                |
| - | ------ | --------------------- | ------- | ------------------ | ---------------------- |
| 1 | 2008   | Rajd Warszawski 2008  | Pologne | Andrzej Obrębowski | Subaru Impreza STi N12 |
| 2 | 2010   | Rajd Mazowiecki 2010  | Pologne | Andrzej Obrębowski | Subaru Impreza STi N12 |
| 3 | 2014   | Rajd Oswięcimski 2014 | Pologne | Michał Kuśnierz    | Ford Fiesta R5         |